# 杨小凡
杨小凡（1967年4月—），中国作家，安徽亳州人。1987年参加工作，先后任教师、记者，《少年博览》编辑部主任，安徽古井集团公关部经理，现任古井房地产集团副董事长、总经理。安徽省文联全委会委员，安徽省文学院签约作家。1986年开始发表作品。2001年加入中国作家协会。安徽省文学院签约作家，亳州市文联副主席。
曾在《人民文学》《中国作家》《当代》《十月》《芙蓉》《钟山》等多家刊物发表小说、报告文学300多万字，若干小说被《小说选刊》《小说月报》《北京文学中篇选刊》《中华文学选刊》等刊物转载，出版长篇小说《酒殇》《海灯传人》《窄门》《天命》、中短篇小说集《药都笔记》《玩笑》《欢乐》《流逝的面孔》《龙湾笔记》等13部，作品曾获中国报告文学奖、安徽省政府文学奖、《中国作家》优秀作品奖等多项，《与爱情和我有关的女子》、《工头儿》、《欢乐》三部小说被改编成电影。